# تسالة
تسالة بلدية جزائرية في ولاية سيدي بلعباس شمال غرب الجزائر. تقع شمال غرب مدينة سيدي بلعباس.